# 东风派
东风派，又称“总派”，是广东文革中与红旗派对立的派别，包括“地总”、“红总”、“主义兵”等组织。

## 历史
1967年3月，广东军管，广东省军区取缔了“珠影东方红”、“八一战斗兵团”等组织。“地总”、“红总”（毛泽东思想广州红色工人总部）、“主义兵”（毛泽东主义红卫兵）等认为“三月东风浩荡，军管成绩辉煌”，自称“东风派”。
4月14日，周恩来到达广州。他讲话说：“三个‘红旗’是革命左派，这就是‘中大红旗’和‘八·三一’，‘华工红旗’，‘广医红旗’。”“‘地总’、‘红总’拥有大量工人群众，他们都是广州工人的革命组织，只是有些偏于保守。这两个组织不能称为大老保，也不能笼统地称为保守派。”从此，广州的群众组织正式分化为红旗派和东风派，全省群众组织也分化为东风派和红旗派。并出现大规模武斗事件。
8月至9月，两派签订了停止武斗的协议。10月，两派达成大联合的协议。11月12日，中共中央、国务院、中央军委、中央文革作出《关于广东问题的决定》。此后，广州红代会、工代会、农代会先后成立。1968年2月21日，广东省革命委员会、广州市革命委员会同时成立。东风派的“红总”负责人梁锦棠任省革委会副主任。

## 其他
广州市一条东西走向的主干道在东风派干预下被命名为东风路。